# Hypothyris cantobrica
Espèce
Hypothyris cantobrica est un insecte lépidoptère  de la famille des Nymphalidae, de la sous-famille des Danainae et du genre Hypothyris.

## Dénomination
Hypothyris cantobrica a été décrit par William Chapman Hewitson en 1876 sous le nom initial d' Ithonia cantobrica.
Synonyme : Rhodussa cantobrica.

### Sous-espèces
- Hypothyris cantobrica cantobrica; présent en Bolivie et au Pérou.
- Hypothyris cantobrica carvalhoi (d'Almeida, 1954); présent au Brésil
- Hypothyris cantobrica nundina (d'Almeida, 1945); présent au Brésil
- Hypothyris cantobrica schunkeae (Lamas, 1979); présent au Pérou.
- Hypothyris cantobrica ssp; présent au Brésil
- Hypothyris cantobrica ssp; présent au Brésil
- Hypothyris cantobrica ssp; présent au Brésil[1].

### Nom vernaculaire
Hypothyris  cantobrica se nomme Cantobrica Tigerwing ou Cantobrica Tigerwing en anglais,.

## Description
Hypothyris  cantobrica est un papillon à corps fin, aux ailes ailes à apex arrondi et aux ailes antérieures à bord interne concave. Les ailes antérieures sont orange tachées de marron avec une plage dentelée transparente proche de l'apex et au bord externe une ligne submarginale de points blancs dans une bordure marron.  Les ailes postérieures sont orange, marquées d'une barre dentelée marron et au bord externe bordé de marron avec une ligne submarginale de points blancs  dans cette bordure marron
Le revers est semblable.

## Biologie
Sa biologie est mal connue.

## Écologie et distribution
Hypothyris cantobrica est présent  en Bolivie, au Brésil et au Pérou.

### Biotope
Hypothyris cantobrica réside dans la forêt tropicale humide.

### Protection
Pas de statut de protection particulier.